# Lindach (Trostberg)

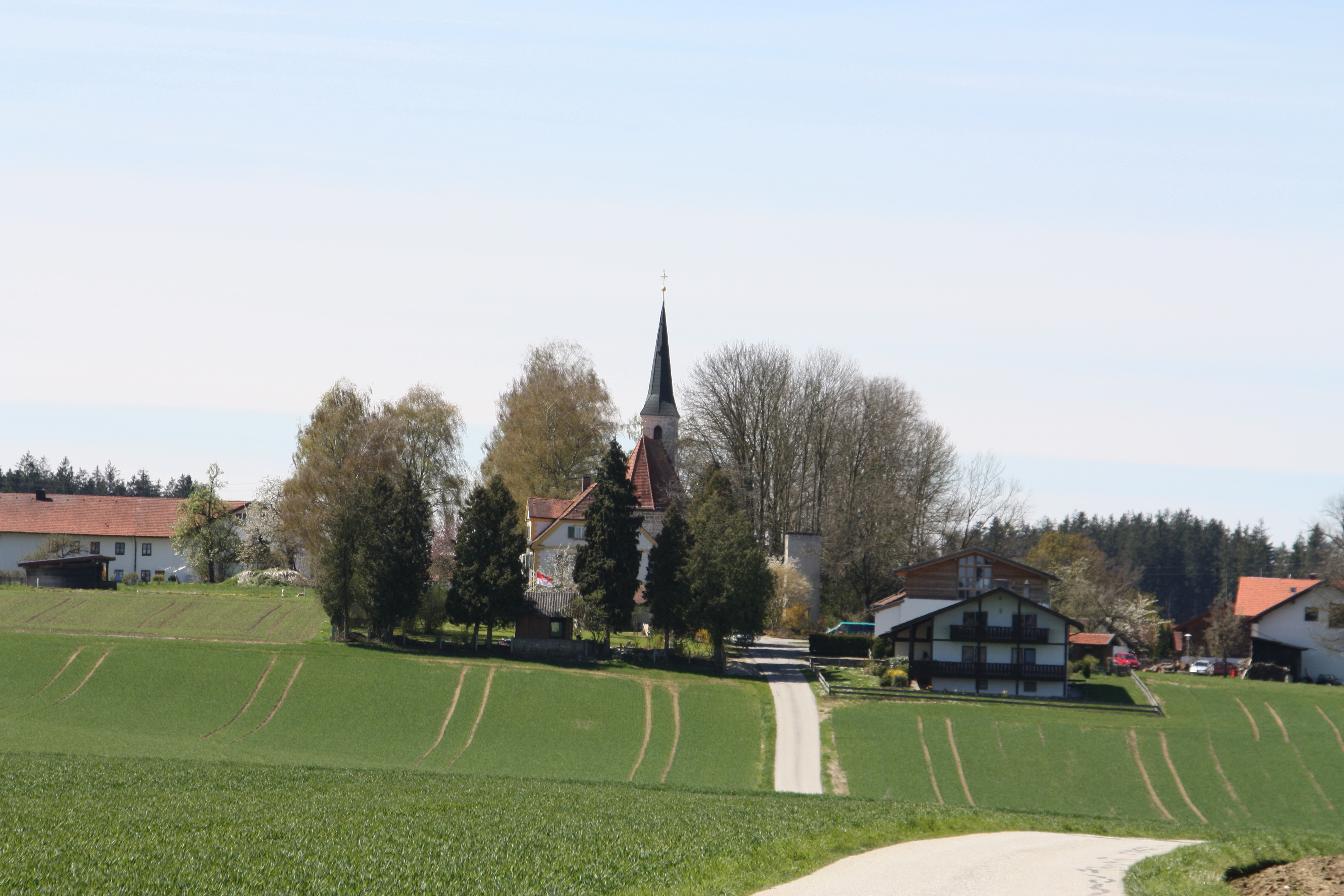
Blick auf Lindach

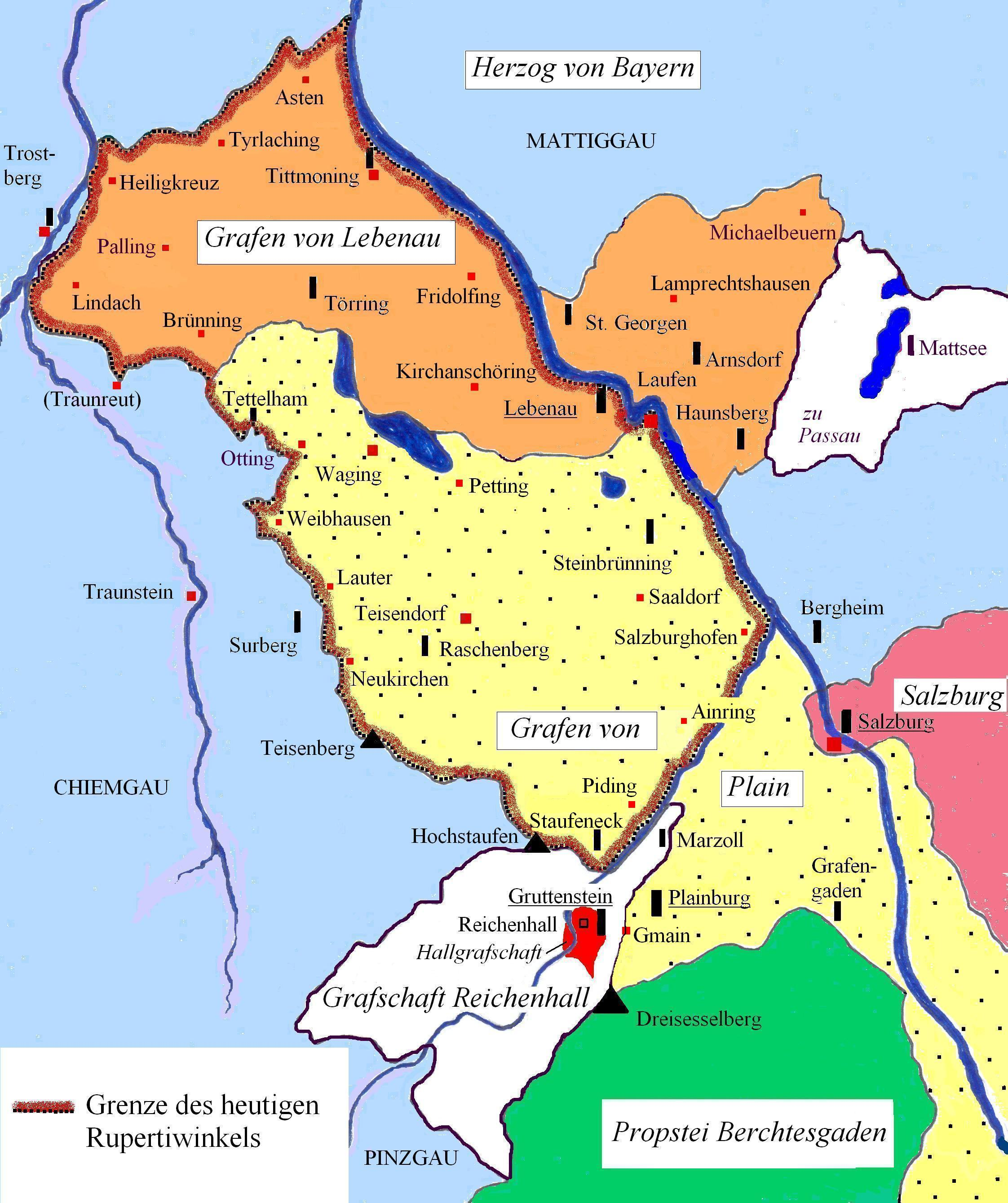
Herrschaftsgebiete im nördlichen Salzburggau im Hochmittelalter

Lindach ist eine ländlich geprägte Ortschaft und eine Gemarkung im nördlichen Landkreis Traunstein. Seit 1971 ist sie ein Gemeindeteil der oberbayerischen Stadt Trostberg.

## Geschichte
Das Gebiet war ursprünglich Teil der Grafschaft Lebenau und gehörte nach dem Aussterben der Lebenauer im Jahr 1229 als Teil des nördlichen Salzburggaus bis zur Säkularisation 1802/03 zum Fürsterzbistum Salzburg (synonym mit Erzstift Salzburg). Erst 1816 kam Lindach mit dem Rupertiwinkel endgültig zu Bayern und war ursprünglich Teil des Landgerichtsbezirks Tittmoning. Mit dem bayerischen Gemeindeedikt von 1818 wurde die Landgemeinde Lindach errichtet. Sie war Teil des Landgerichtsbezirks Tittmoning, ab 1862 im Bezirksamt Laufen.
1879 wechselte Lindach in den Amtsgerichtsbezirk Trostberg und 1880 in das Bezirksamt Traunstein.
Am 1. Januar 1971 wurde die Gemeinde im Rahmen der Gebietsreform in Bayern in die Stadt Trostberg eingemeindet.

## Baudenkmäler
Die örtliche Pfarrkirche St. Peter und Paul ist ein spätgotischer Nagelfluhquaderbau aus dem 15. Jahrhundert.

## Bodendenkmäler
Siehe: Liste der Bodendenkmäler in Trostberg